# Leszek Schneider
Leszek Schneider (ur. 6 sierpnia 1925 w Drohobyczu, zm. 22 stycznia 1984 w Krakowie) – polski filolog, rusycysta, językoznawca. 

## Życiorys
Pochodził z rodziny nauczycieli gimnazjalnych. Od 1937 w rodzinnym Drohobyczu uczęszczał do gimnazjum, a po aneksji miasta przez ZSRR – do „dziesięciolatki” (szkoły dziesięcioklasowej). W 1944 został wcielony do wojska, w 1947 zdemobilizowany w stopniu kaprala. Zamieszkał w Sulęcinie, dokąd została repatriowana jego rodzina; tam w roku 1948 uzyskał maturę.
W latach 1948–1952 odbył studia polonistyczno-slawistyczne na Uniwersytecie Jagiellońskim. Był uczniem Kazimierza Nitscha i Jana Janowa. Od roku akad. 1950/1951 przez dwa lata pracował jako młodszy asystent w Zakładzie Języków Ruskich Studium Słowiańskiego UJ, następnie jako lektor w Państwowej Szkole Pracy Społecznej, Akademii Sztuk Pięknych oraz na Wydziałach Politechnicznych AGH. Na UJ powrócił w 1954, otrzymując stanowisko asystenta w Katedrze Filologii Rosyjskiej, gdzie pracował aż do nagłej śmierci w 1984 roku. Napisaną pod kierunkiem prof. Tadeusza Lehra-Spławińskiego rozprawę doktorską pt. Słowotwórstwo przymiotników odrzeczownikowych w języku staroruskim XI–XVII w. obronił w 1964 (według innego źródła w 1967). W 1971 został docentem, a w 1974 na podstawie rozprawy Systemy morfosemantyczne rzeczowników sufiksalnych we współczesnym języku rosyjskim uzyskał habilitację w zakresie językoznawstwa rosyjskiego. W macierzystym uniwersytecie pełnił funkcje kierownika Studium Zaocznego Filologii Rosyjskiej (1971–1983) oraz kierownika Zakładu Języka Rosyjskiego (1979/1980). Poczynając od 1957 przez wiele lat był zatrudniony równolegle w Wyższej Szkole Pedagogicznej w Krakowie. W latach 1975–1980 pracował też w nowo powstałym Instytucie Filologii Rosyjskiej na Uniwersytecie Śląskim, gdzie w latach 1975–1977 kierował Zakładem Języka Rosyjskiego. We wszystkich trzech uczelniach wykształcił ponad stu magistrów i siedmiu doktorów. Był członkiem Komisji Słowianoznawstwa (od 1963) oraz Komisji Językoznawstwa (od 1966) Oddziału PAN w Krakowie.
Naukowo zajmował się zarówno językoznawstwem diachronicznym, jak i synchronicznym, głównie rusycystycznym, choć także ruskocerkiewnym, ukrainistycznym i białorutenistycznym. Najwięcej prac poświęcił słowotwórstwu rosyjskiemu. Pochowany na cmentarzu Rakowickim w Krakowie

## Publikacje
Spis wszystkich publikacji: Bibliografia prac docenta doktora habilitowanego Leszka Schneidra. „Slavia Orientalis”. 1984, rocznik XXXIII, nr 2. s. 236–238.
Książki
- Zarys gramatyki historycznej języka rosyjskiego, cz. 1 (1958).
- Słowotwórstwo przymiotników odrzeczownikowych w języku staroruskim XI–XVII w. (1965).
- Język białoruski (seria: „Nauka dla Wszystkich”, 1968).
- Z problematyki słowotwórstwa i morfosemantyki rzeczowników (1974).